# Metropolitan Detention Center

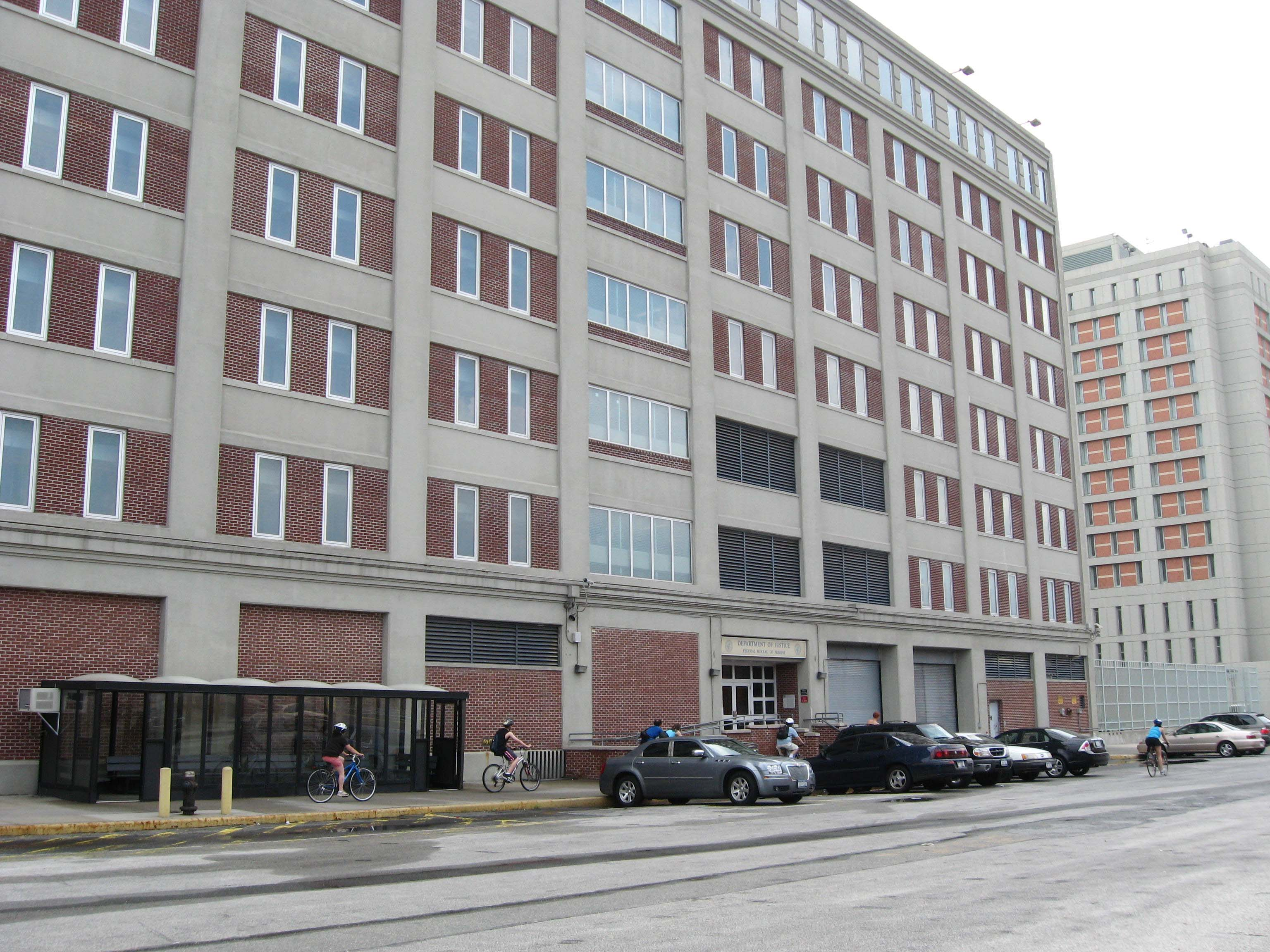
Metropolitan Detention Center Brooklyn

Metropolitan Detention Center (MDC) bzw. Metropolitan Correctional Center (MCC) bezeichnet im Gefängnissystem der Vereinigten Staaten eine Reihe lokaler Haftanstalten.
Sie werden vom Federal Bureau of Prisons betrieben. Insbesondere werden dort Untersuchungshäftlinge gefangen gehalten, Personen die in Berufung gegangen sind oder einem Bußgeld nicht zugestimmt haben; bzw. Häftlinge die bereits verurteilt sind, aber noch auf die Verkündung des Strafmaßes warten.  Nach der (endgültigen) Verurteilung werden die Häftlinge in andere Staatsgefängnisse überwiesen, die ebenfalls vom FBP verwaltet werden.
In New York City befinden sich das Metropolitan Correctional Center im Süden Manhattans und das Metropolitan Detention Center im Stadtteil Brooklyn. Ein weiteres Beispiel ist das Metropolitan Correctional Center, San Diego, ferner befinden sich MDCs in Los Angeles, Guaynabo auf Puerto Rico und in Chicago.